# Куцамала-де-Пинсон (муниципалитет)
Куцамала-де-Пинсон (исп. Cutzamala de Pinzón) — муниципалитет в Мексике, штат Герреро, с административным центром в одноимённом городе. Численность населения, по данным переписи 2010 года, составила 21 388 человек.

## Общие сведения
Название Cutzamala с языка науатль можно перевести как место ласок, а Pinzón было добавлено к названию в честь Эутимио Пинсона(es).
Площадь муниципалитета равна 1336 км², что составляет 2,1 % от площади штата. Он граничит с другими муниципалитетами Герреро: на юго-востоке с Тлальчапой и на юге с Пунгарабато; также он граничит с другими штатами Мексики: на северо-востоке с Мехико, и на северо-западе с Морелосом.

## Учреждение и состав
Муниципалитет был образован в 1850 году, в его состав входит 153 населённых пункта, самые крупные из которых:

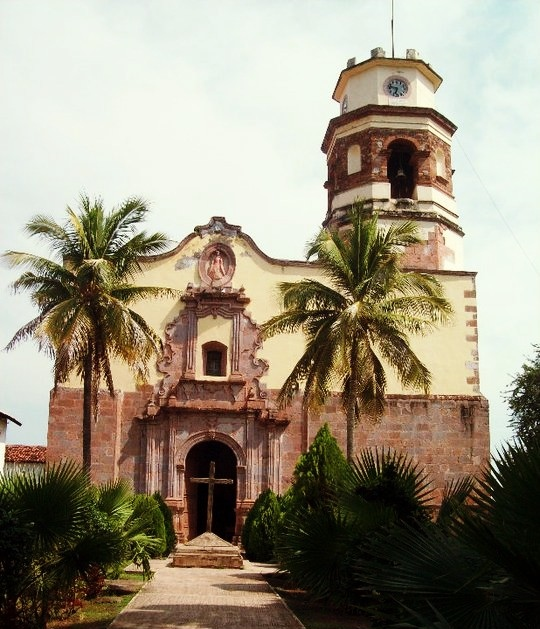
Церковь в муниципальном центре

| Код INEGI | Населённый пункт                                                       | Численность населения (2005 год) | Численность населения (2010 год) |
| 027       | Всего                                                                  | 20 730                           | 21 388                           |
| 0001      | Куцамала-де-Пинсон (исп. Cutzamala de Pinzón) (административный центр) | 4 572                            | 4 895                            |
| 0098      | Сакапуато (исп. Zacapuato)                                             | 1 686                            | 1 860                            |
| 0084      | Тамакуаро (исп. Tamácuaro)                                             | 957                              | 943                              |
| 0006      | Арройо-Гранде (исп. Arroyo Grande)                                     | 877                              | 827                              |
| 0052      | Нуэво-Галеана (исп. Nuevo Galeana)                                     | 662                              | 778                              |
| 0022      | Куадрилья-Нуэва (исп. Cuadrilla Nueva)                                 | 521                              | 584                              |
| 0009      | Бальдеррама (исп. Balderrama)                                          | 528                              | 523                              |
| 0102      | Эль-Салитре (исп. El Salitre)                                          | 508                              | 519                              |

## Экономическая деятельность
По статистическим данным 2000 года, работоспособное население занято по секторам экономики в следующих пропорциях: сельское хозяйство, скотоводство и рыбная ловля — 42,3 %, промышленность и строительство — 19,4 %, сфера обслуживания и туризма — 35,5 %.

## Инфраструктура
По статистическим данным 2010 года, инфраструктура развита следующим образом:
- электрификация: 95,5 %;
- водоснабжение: 57 %;
- водоотведение: 81,7 %.

## Туризм
Основные достопримечательности:
- церковь Успения в муниципальном центре, построенная в 1554—1567 годах;
- монумент генералу Эутимио Пинсону, участнику войны за реформы;
- археологические зоны культуры тарасков: Барко, Эстампилья и Тамакуан, а также вблизи муниципального центра.